# Svetovno prvenstvo v hokeju na ledu 2010 - Divizija I
Divizija I Svetovnega prvenstva v hokeju na ledu 2010 se je odvila od 17. aprila do 25. aprila 2010. Na turnirju je sodelovalo 12 reprezentanc, razdeljenih v dve skupini (skupino A in skupino B). 
Tekme so igrali v dvorani Stappegoor IJssportcentrum v Tilburgu, Nizozemska; ter v dvorani Hala Tivoli v Ljubljani, Slovenija.

## Sodelujoče države

### Skupina A
Skupina A se je odvila v nizozemskem mestu Tilburg:
| Reprezentanca | Rezultat iz leta 2009                                                                 |
| ------------- | ------------------------------------------------------------------------------------- |
| Avstrija      | Udeležbo so si zagotovili z izpadom v elitni diviziji 2009.                           |
| Ukrajina      | Udeležbo so si zagotovili z drugim mestom v skupini B Diviziji I 2009.                |
| Japonska      | Udeležbo so si zagotovili s tretjim mestom v skupini A v Diviziji I 2009.             |
| Litva         | Udeležbo so si zagotovili s četrtim mestom v skupini A v Diviziji I 2009.             |
| Nizozemska    | Gostiteljica; udeležbo so si zagotovili s petim mestom v skupini B v Diviziji I 2009. |
| Srbija        | Udeležbo so si zagotovili s prvim mestom v skupini A v Diviziji II 2009.              |

### Skupina B
Skupina B se je odvila v slovenskem mestu Ljubljani:
| Reprezentanca       | Rezultat iz leta 2009                                                                  |
| ------------------- | -------------------------------------------------------------------------------------- |
| Madžarska           | Udeležbo so si zagotovili z izpadom v elitni diviziji 2009.                            |
| Slovenija           | Gostiteljica; udeležbo so si zagotovili z drugim mestom v skupini A v Diviziji I 2009. |
| Združeno kraljestvo | Udeležbo so si zagotovili s tretjim mestom v skupini B v Diviziji I 2009.              |
| Poljska             | Udeležbo so si zagotovili s četrtim mestom v skupini B v Diviziji I 2009.              |
| Hrvaška             | Udeležbo so si zagotovili s petim mestom v skupini A v Diviziji I 2009.                |
| Južna Koreja        | Udeležbo so si zagotovili s prvim mestom v skupini B v Diviziji II 2009.               |

## Skupina A

### Končna lestvica
|   | Reprezentanca | OT | Z | ZPP | PPP | P | GF | GA | GR  | TOČ |
| - | ------------- | -- | - | --- | --- | - | -- | -- | --- | --- |
| 1 | Avstrija      | 5  | 5 | 0   | 0   | 0 | 28 | 5  | 23  | 15  |
| 2 | Ukrajina      | 5  | 4 | 0   | 0   | 1 | 39 | 12 | 27  | 12  |
| 3 | Japonska      | 5  | 3 | 0   | 0   | 2 | 17 | 7  | 10  | 9   |
| 4 | Nizozemska    | 5  | 1 | 1   | 0   | 3 | 11 | 19 | -8  | 5   |
| 5 | Litva         | 5  | 1 | 0   | 0   | 4 | 19 | 33 | -14 | 3   |
| 6 | Srbija        | 5  | 0 | 0   | 1   | 4 | 8  | 46 | -38 | 1   |

Avstrija napreduje v elitno divizijo za 2011.
Srbija je izpadla v Divizijo II za 2011.

### Tekme
| 19. april 2010 | Litva | 5 – 12 | Ukrajina | IJssportcentrum, Tilburg |

| Poročilo tekme | Poročilo tekme | Poročilo tekme  | Poročilo tekme | Poročilo tekme                         |
| -------------- | --- | --------------- | --- | -------------------------------------- |
| Začetek: 13:30 | 22:25 – Kumeliauskas (Alisauskas, Verenis) 25:34 – Kumeliauskas (Katulis) (PP2) 32:04 – Slikas (Katulis, Visockas) 35:10 – Kumeliauskas (Verenis, Kulevicius) 53:20 – Kulevicius (Kumeliauskas, Alisauskas) | (0–2, 4–4, 1–6) | 3:35 – Materukin (Šafarenko, Timčenko) 14:17 – Miknov (Kasiančuk, Klimentijev) 21:07 – Varlamov (Salnikov, Sriubko) (PP) 22:00 – Timčenko (Materukin, Pobiedonoscev) 23:59 – Salnikov (Varlamov, Navarenko) 36:35 – Kasiančuk (Miknov, Šakrajčuk) 43:10 – Bondariev (Isajenko, Nimenko) 44:27 – Šafarenko (Timčenko, Pobiedonoscev) 54:44 – Šakhrajčuk (Miknov, Kasiančuk) 57:10 – Kasiančuk 58:48 – Cirul (Salnikov, Varlamov) 59:46 – Materukin (Šafarenko, Timčenko) | Gledalci: 500 Sodnik: Jimmy Bergamelli |

| 19. april 2010 | Srbija | 0 – 13 | Avstrija | IJssportcentrum, Tilburg |

| Poročilo tekme | Poročilo tekme | Poročilo tekme  | Poročilo tekme | Poročilo tekme                     |
| -------------- | -------------- | --------------- | --- | ---------------------------------- |
| Začetek: 17:00 |                | (0–7, 0–3, 0–3) | 3:57 – Hager (Kaspitz, Harland) (PP) 6:28 – Unterluggauer (Koch, Welser) 9:14 – Setzinger (Koch, Welser) 13:16 – Tratting (Setzinger, Koch) (PP) 17:00 – Koch (Setzinger, Welser) 17:18 – Pock (Kaspitz, Unterluggauer) 19:33 – Harrand (Schuller) 25:18 – Schuller (SH) 35:03 – Werenka (Tratting, Welser) 39:13 – Welser (Tratting, Setzinger) 44:02 – Welser (Werenka, Setzinger) 53:42 – Welser (Harand, Unterluggauer) 59:46 – Welser (Werenka, Setzinger) | Gledalci: 800 Sodnik: Swen Bergman |

| 19. april 2010 | Nizozemska | 1 – 3 | Japonska | IJssportcentrum, Tilburg |

| Poročilo tekme | Poročilo tekme                       | Poročilo tekme  | Poročilo tekme                                                                                  | Poročilo tekme                          |
| -------------- | ------------------------------------ | --------------- | ----------------------------------------------------------------------------------------------- | --------------------------------------- |
| Začetek: 20:30 | 59:59 – Dalhuisen (Houkes, Willemse) | (0–1, 0–2, 1–0) | 3:39 – Tanaka (Suzuki, Jamašita) 25:14 – Suzuki (Kavašima, Domeki) (PP) 39:29 – Domeki (Suzuki) | Gledalci: 2500 Sodnik: Lars Brueggemann |

| 20. april 2010 | Avstrija | 6 – 2 | Litva | IJssportcentrum, Tilburg |

| Poročilo tekme | Poročilo tekme | Poročilo tekme  | Poročilo tekme                                                 | Poročilo tekme                      |
| -------------- | --- | --------------- | -------------------------------------------------------------- | ----------------------------------- |
| Začetek: 13:30 | 18:10 – Trattnig (Werenka, Setzinger) (PP2) 28:16 – Latusa (Pewal, Lukas) 34:45 – Koch (Werenka, Tratting) (PP) 35:49 – Pock (Harand, Reichel) 43:01 – Peintner (Kirisits) 47:04 – Harand (Kaspitz, Hager) | (1–1, 3–0, 2–1) | 14:29 – Katulis (Kuliesius, Bauba) (PP) 49:40 – Vaiciukevicius | Gledalci: 500 Sodnik: Jacob Grumsen |

| 20. april 2010 | Japonska | 5 – 0 | Srbija | IJssportcentrum, Tilburg |

| Poročilo tekme | Poročilo tekme | Poročilo tekme  | Poročilo tekme | Poročilo tekme                         |
| -------------- | --- | --------------- | -------------- | -------------------------------------- |
| Začetek: 17:00 | 0:53 – Ueno (Tonosaki) (PP) 29:37 – Iimura (Šigeno) (SH) 35:40 – Nišivaki (Ueno, Iimura) 39:08 – Saito (Domeki) (SH) 46:02 – Sato (Šigeno, Keller) | (1–0, 3–0, 1–0) |                | Gledalci: 350 Sodnik: Lars Brueggemann |

| 20. april 2010 | Ukrajina | 9 – 2 | Nizozemska | IJssportcentrum, Tilburg |

| Poročilo tekme | Poročilo tekme | Poročilo tekme  | Poročilo tekme                                                              | Poročilo tekme                          |
| -------------- | --- | --------------- | --------------------------------------------------------------------------- | --------------------------------------- |
| Začetek: 20:30 | 3:00 – Matvičuk (Blagoi) 14:40 – Kasiančuk (Miknov, Isajenko) 16:54 – Bondariev (Blagoi, Nimenko) 22:08 – Kasiančuk (Šakrajčuk, Miknov) 24:29 – Miknov (Kasiančuk) 28:37 – Šakrajčuk (Miknov, Kasiančuk) 35:57 – Isajenko (Šafarenko, Materukin) (SH) 49:56 – Bondariev (Ostrouško, Nimenko) 54:19 – Nimenko (Isajenko) | (3–0, 4–1, 2–1) | 35:11 – van Biezen (Dalhuisen, Willemse) (PP2) 52:46 – de Jong (Wurm, Kars) | Gledalci: 2250 Sodnik: Jimmy Bergamelli |

| 22. april 2010 | Ukrajina | 15 – 2 | Srbija | IJssportcentrum, Tilburg |

| Poročilo tekme | Poročilo tekme | Poročilo tekme  | Poročilo tekme                           | Poročilo tekme                         |
| -------------- | --- | --------------- | ---------------------------------------- | -------------------------------------- |
| Začetek: 13:30 | 13:03 – Sriubko (Cirul, Varlamov) 21:44 – Materukin (Timčenko, Šafarenko) 23:39 – Tolkunov (Isajenko, Šakrajčuk) (PP) 23:58 – Materukin (Timčenko, Šafarenko) 26:31 – Šakrajčuk (Kasiančuk, Miknov) 29:45 – Šakrajčuk (Miknov) (PP) 33:34 – Timčenko (Materukin, Klimentijev) 42:18 – Matvičuk (Salnikov, Varlamov) 44:04 – Materukin (Timčenko, Navarenko) (PP) 46:01 – Kasiančuk (Nimenko) 46:45 – Kasiančuk (Miknov, Isajenko) 49:33 – Navarenko (Tolkunov, Šakrajčuk) (PP) 55:52 – Varlamov (Salnikov, Matvičuk) 56:53 – Miknov (Kasiančuk, Ostrouško) 58:17 – Matvičuk | (1–1, 6–0, 8–1) | 7:07 – Sretović 52:54 – Janković (Mamić) | Gledalci: 350 Sodnik: Lars Brueggemann |

| 22. april 2010 | Japonska | 1 – 3 | Avstrija | IJssportcentrum, Tilburg |

| Poročilo tekme | Poročilo tekme     | Poročilo tekme  | Poročilo tekme | Poročilo tekme                     |
| -------------- | ------------------ | --------------- | --- | ---------------------------------- |
| Začetek: 17:00 | 30:35 – Saito (PP) | (0–2, 1–0, 0–1) | 5:00 – Koch (Setzinger, Trattnig) (PP) 8:28 – Koch (Setzinger, Trattnig) (PP) 55:47 – Kaspitz (Harand, Trattnig) (SH) | Gledalci: 680 Sodnik: Sven Bergman |

| 22. april 2010 | Litva | 1 – 4 | Nizozemska | IJssportcentrum, Tilburg |

| Poročilo tekme | Poročilo tekme                                  | Poročilo tekme  | Poročilo tekme | Poročilo tekme                       |
| -------------- | ----------------------------------------------- | --------------- | --- | ------------------------------------ |
| Začetek: 20:30 | 13:40 – Pliskauskas (Vysniauskas, Katulis) (PP) | (1–1, 0–2, 0–1) | 18:41 – van Biezen (van Sloun, Nazarov) (PP2) 27:34 – van Sloun (van Biezen) 31:18 – Teunissen (van Sloun, van Biezen) (PP) 58:20 – Hagemeijer (EN) | Gledalci: 2500 Sodnik: Jacob Grumsen |

| 24. april 2010 | Ukrajina | 2 – 1 | Japonska | IJssportcentrum, Tilburg |

| Poročilo tekme | Poročilo tekme                                                                     | Poročilo tekme  | Poročilo tekme                   | Poročilo tekme                     |
| -------------- | ---------------------------------------------------------------------------------- | --------------- | -------------------------------- | ---------------------------------- |
| Začetek: 13:30 | 32:24 – Tolkunov (Miknov, Kasiančuk) (PP2) 58:35 – Materukin (Timčenko, Šafarenko) | (0–0, 1–0, 1–1) | 57:31 – Suzuki (Saito, Jamašita) | Gledalci: 650 Sodnik: Sven Bergman |

| 24. april 2010 | Srbija | 4 – 10 | Litva | IJssportcentrum, Tilburg |

| Poročilo tekme | Poročilo tekme | Poročilo tekme  | Poročilo tekme | Poročilo tekme                         |
| -------------- | --- | --------------- | --- | -------------------------------------- |
| Začetek: 17:00 | 39:25 – Jacob (Milovanović, Fournier) 43:19 – Kosić (Prokić, Gabrić) 44:13 – Vučurević (Babić, Bibić) 45:15 – Sretović (Gabrić, Milovanović) | (0–3, 1–3, 3–4) | 5:36 – Aliukonis (Vaiciukevicius, Pliskauskas) (PP) 17:05 – Katulis (Vaiciukevicius, Kumeliauskas) 19:29 – Kumeliauskas (Verenis, Lelenas) 27:09 – Pliskauskas (Vaiciukevicius, Lelenas) 28:26 – Kumeliauskas (Verenis, Kulevicius) 38:23 – Verenis (Kumeliauskas, Alisauskas) (PP) 47:04 – Katulis (Pliskauskas, Kumeliauskas) 56:16 – Bauba (Kumeliauskas, Kuliesius) 59:08 – Alisauskas (Bauba, Kumeliauskas) (SH) 59:57 – Vaiciukevicius (Kulevicius, Pliskauskas) | Gledalci: 900 Sodnik: Jimmy Bergamelli |

| 24. april 2010 | Avstrija | 4 – 1 | Nizozemska | IJssportcentrum, Tilburg |

| Poročilo tekme | Poročilo tekme | Poročilo tekme  | Poročilo tekme                     | Poročilo tekme                          |
| -------------- | --- | --------------- | ---------------------------------- | --------------------------------------- |
| Začetek: 20:30 | 0:33 – Werenka (Koch, Setzinger) 14:36 – Latusa (Pewal, Harand) 26:35 – Koch (PS) 27:33 – Reichel (Harand, Schuller) | (2–1, 2–0, 0–0) | 6:40 – Bruinsma (Houkes, Willemse) | Gledalci: 2500 Sodnik: Lars Brueggemann |

| 25. april 2010 | Japonska | 7 – 1 | Litva | IJssportcentrum, Tilburg |

| Poročilo tekme | Poročilo tekme | Poročilo tekme  | Poročilo tekme                         | Poročilo tekme                      |
| -------------- | --- | --------------- | -------------------------------------- | ----------------------------------- |
| Začetek: 13:30 | 14:45 – Tanaka (Suzuki, Keller) (PP2) 15:22 – Tonosaki (Osava, Ueno) (PP) 24:04 – Kavašima (Suzuki, Tanaka) (PP) 36:21 – Suzuki (Kavai, Iimura) 42:18 – Išioka (Tanaka, Sato) 45:11 – Kavai (Iimura, Suzuki) 59:20 – Ueno (Šigeno, Osava) | (2–0, 2–1, 3–0) | 22:08 – Kieras (Verenis, Kumeliauskas) | Gledalci: 1000 Sodnik: Sven Bergman |

| 25. april 2010 | Nizozemska | 3 – 2 (OT) | Srbija | IJssportcentrum, Tilburg |

| Poročilo tekme | Poročilo tekme                                                                | Poročilo tekme       | Poročilo tekme                                                                         | Poročilo tekme                          |
| -------------- | ----------------------------------------------------------------------------- | -------------------- | -------------------------------------------------------------------------------------- | --------------------------------------- |
| Začetek: 17:00 | 4:38 – Kars (Houkes) 7:15 – van Schagen (Kars, Wurm) 62:57 – Kars (Dalhuisen) | (2–1, 0–1, 0–0, 1–0) | 15:45 – Mirković (Sretović, Milovanović) 35:14 – Mirković (Milovanović, Sretović) (PP) | Gledalci: 2120 Sodnik: Jimmy Bergamelli |

| 25. april 2010 | Avstrija | 2 – 1 | Ukrajina | IJssportcentrum, Tilburg |

| Poročilo tekme | Poročilo tekme                                                               | Poročilo tekme  | Poročilo tekme                  | Poročilo tekme                          |
| -------------- | ---------------------------------------------------------------------------- | --------------- | ------------------------------- | --------------------------------------- |
| Začetek: 20:30 | 1:56 – Raffl (Kaspitz, Unterluggauer) (PP) 51:55 – Trattnig (Kaspitz, Raffl) | (1–0, 0–0, 1–1) | 50:06 – Sriubko (Tolkunov) (PP) | Gledalci: 1750 Sodnik: Lars Brueggemann |

### Najboljši igralci
Najboljši igralci, izbrani s strani direktorata: 
- Najboljši vratar:  Jutaka Fukufudži
- Najboljši branilec:  Matthias Trattnig
- Najboljši napadalec:  Kostiantin Kasiančuk

### Vodilni strelci
| Igralec              | OT | G | P | TOČ | +/- | KM |
| -------------------- | -- | - | - | --- | --- | -- |
| Kostiantin Kasiančuk | 5  | 6 | 7 | 13  | +9  | 6  |
| Andri Miknov         | 5  | 3 | 9 | 12  | +7  | 2  |
| Oliver Setzinger     | 5  | 1 | 9 | 10  | +8  | 0  |
| Oleksandr Materukin  | 5  | 6 | 3 | 9   | +8  | 12 |
| Thomas Koch          | 5  | 5 | 4 | 9   | +8  | 0  |
| Tadas Kumeliauskas   | 5  | 5 | 4 | 9   | 0   | 33 |
| Matthias Trattnig    | 5  | 3 | 6 | 9   | +10 | 4  |
| Oleg Timčenko        | 5  | 2 | 7 | 9   | +7  | 14 |
| Vadim Šakrajčuk      | 5  | 4 | 4 | 8   | +9  | 6  |
| Daniel Welser        | 5  | 4 | 4 | 8   | +9  | 2  |
| Takahito Suzuki      | 5  | 3 | 5 | 8   | +3  | 4  |

### Vodilni vratarji
V preglednici je navedenih najboljših pet vratarjev, ki so za svoje reprezentance na ledu prebili vsaj 40% igralnega časa.
| Igralec           | MIN    | SOG | GA | GAA  | %     | SO |
| ----------------- | ------ | --- | -- | ---- | ----- | -- |
| Masahito Haruna   | 120:00 | 41  | 1  | 0.50 | 97.56 | 1  |
| Reinhard Divis    | 300:00 | 103 | 5  | 1.00 | 95.15 | 1  |
| Jutaka Fukufudži  | 176:47 | 98  | 6  | 2.04 | 93.88 | 0  |
| Kostiantin Simčuk | 199:50 | 77  | 6  | 1.80 | 92.21 | 0  |
| Phil Groeneveld   | 211:34 | 134 | 12 | 3.40 | 91.04 | 0  |

Za obrazložitev tabele glej sem.

## Skupina B

### Končna lestvica
|   | Reprezentanca       | OT | Z | ZPP | PPP | P | GF | GA | GR  | TOČ |
| - | ------------------- | -- | - | --- | --- | - | -- | -- | --- | --- |
| 1 | Slovenija           | 5  | 4 | 1   | 0   | 0 | 29 | 10 | 19  | 14  |
| 2 | Madžarska           | 5  | 4 | 0   | 0   | 1 | 21 | 6  | 15  | 12  |
| 3 | Poljska             | 5  | 3 | 0   | 0   | 2 | 15 | 12 | 3   | 9   |
| 4 | Združeno kraljestvo | 5  | 2 | 0   | 1   | 2 | 10 | 10 | 0   | 7   |
| 5 | Južna Koreja        | 5  | 1 | 0   | 0   | 4 | 13 | 21 | -8  | 3   |
| 6 | Hrvaška             | 5  | 0 | 0   | 0   | 5 | 4  | 33 | -29 | 0   |

Slovenija napreduje v elitno divizijo za 2011.
Hrvaška je izpadla v Divizijo II za 2011.

### Tekme
| 17. april 2010 | Južna Koreja | 2 – 4 | Madžarska | Hala Tivoli, Ljubljana |

| Poročilo tekme | Poročilo tekme                                                   | Poročilo tekme  | Poročilo tekme                                                                                               | Poročilo tekme                           |
| -------------- | ---------------------------------------------------------------- | --------------- | --- | ---------------------------------------- |
| Začetek: 13:00 | 20:36 – Kim KS (Song DH, Kim WJ) 49:32 – Kim KS (Cho MH, Kim WJ) | (0–0, 1–3, 1–1) | 23:09 – Holéczy (Magosi, Kóger) 28:51 – Vas (Kóger, Nagy) 31:28 – Peterdi (Vas) 41:36 – Kovács (Fekete) (SH) | Gledalci: 510 Sodnik: Vladimir Nalivajko |

| 17. april 2010 | Hrvaška | 1 – 4 | Združeno kraljestvo | Hala Tivoli, Ljubljana |

| Poročilo tekme | Poročilo tekme                           | Poročilo tekme  | Poročilo tekme                                                                                               | Poročilo tekme                    |
| -------------- | ---------------------------------------- | --------------- | --- | --------------------------------- |
| Začetek: 16:30 | 12:45 – Kanaet (Rendulić, Glavota) (PP2) | (1–1, 0–2, 0–1) | 4:48 – Phillips (Dowd) 30:56 – O'Connor (Shields) 37:07 – Chambers (Phillips) 56:29 – Dowd (Hill, Tait) (PP) | Gledalci: 530 Sodnik: Viki Trilar |

| 17. april 2010 | Poljska | 2 – 3 | Slovenija | Hala Tivoli, Ljubljana |

| Poročilo tekme | Poročilo tekme                                                                | Poročilo tekme  | Poročilo tekme                                                                               | Poročilo tekme                         |
| -------------- | ----------------------------------------------------------------------------- | --------------- | -------------------------------------------------------------------------------------------- | -------------------------------------- |
| Začetek: 20:00 | 13:44 – Csorich (Drzewiecki) (PP) 24:03 – Klys (Malasinski, Proszkiewicz)(PP) | (1–3, 1–0, 0–0) | 2:56 – Kovačevič (Šivic) 14:17 – Razingar (Šivic, Hebar) 19:49 – Urbas (Kužnik, Jeglič) (PP) | Gledalci: 3000 Sodnik: Miroslav Jebavy |

| 18. april 2010 | Združeno kraljestvo | 2 – 1 | Južna Koreja | Hala Tivoli, Ljubljana |

| Poročilo tekme | Poročilo tekme                                             | Poročilo tekme  | Poročilo tekme           | Poročilo tekme                        |
| -------------- | ---------------------------------------------------------- | --------------- | ------------------------ | ------------------------------------- |
| Začetek: 13:00 | 26:46 – Hill (Weaver, O'Connor) (PP) 49:41 – Hewitt (Tait) | (0–0, 1–1, 1–0) | 37:21 – Song DH (Kim KS) | Gledalci: 520 Sodnik: Miroslav Jebavy |

| 18. april 2010 | Madžarska | 6 – 0 | Poljska | Hala Tivoli, Ljubljana |

| Poročilo tekme | Poročilo tekme | Poročilo tekme  | Poročilo tekme | Poročilo tekme                    |
| -------------- | --- | --------------- | -------------- | --------------------------------- |
| Začetek: 16:30 | 8:38 – Sofron 10:17 – Vas (Ladányi, Tokaji) (PP) 40:14 – Vas (Ladányi, Horváth) 45:14 – Sille (Holéczy, Sofron) 45:43 – Horváth (Ladányi, Vas) 57:22 – Ladányi (Sille) | (2–0, 0–0, 4–0) |                | Gledalci: 640 Sodnik: Viki Trilar |

| 18. april 2010 | Slovenija | 10 – 1 | Hrvaška | Hala Tivoli, Ljubljana |

| Poročilo tekme | Poročilo tekme | Poročilo tekme  | Poročilo tekme                       | Poročilo tekme                            |
| -------------- | --- | --------------- | ------------------------------------ | ----------------------------------------- |
| Začetek: 20:00 | 1:04 – Kovačevič (Razingar, Šivic) 5:28 – Muršak (M. Rodman) (SH) 9:07 – Razingar (Hebar, Kovačevič) 9:21 – Pance (Goličič) 11:20 – Jeglič (Urbas, Tičar) 14:17 – Pavlin (Tičar, Urbas) (PP) 35:39 – M. Rodman (Muršak, D. Rodman) 50:30 – Muršak (M. Rodman, D. Rodman) (PP) 50:47 – Tičar (Jeglič) 59:57 – Tičar (Jeglič, Urbas) | (6–0, 1–1, 3–0) | 23:58 – Novak (Kučera, Glavota) (PP) | Gledalci: 3500 Sodnik: Vladimir Nalivajko |

| 20. april 2010 | Južna Koreja | 2 – 5 | Poljska | Hala Tivoli, Ljubljana |

| Poročilo tekme | Poročilo tekme                                               | Poročilo tekme  | Poročilo tekme | Poročilo tekme                    |
| -------------- | ------------------------------------------------------------ | --------------- | --- | --------------------------------- |
| Začetek: 13:00 | 7:33 – Song DH (Kim KS) 33:30 – Cho MH (Kim WJ, Kim KS) (PP) | (1–3, 1–1, 0–1) | 3:50 – Laszkiewicz (Drzewiecki, Dziubinski) 7:01 – Kotlorz (Laszkiewicz) 19:53 – Dziubinski (Malasinski, Kotlorz) 36:38 – Rzeszutko (Rozanski) 55:05 – Wajda (Dziubinski) (PP) | Gledalci: 362 Sodnik: Viki Trilar |

| 20. april 2010 | Madžarska | 8 – 0 | Hrvaška | Hala Tivoli, Ljubljana |

| Poročilo tekme | Poročilo tekme | Poročilo tekme  | Poročilo tekme | Poročilo tekme                           |
| -------------- | --- | --------------- | -------------- | ---------------------------------------- |
| Začetek: 16:30 | 3:27 – Vas (Tokaji, Ladányi) 3:53 – Fekete (Palkovics, Kovács) 15:56 – Peterdi (Horváth, Kóger) (PP) 24:39 – Peterdi (Kóger, G. Nagy) (PP) 26:38 – Ladányi (Vas) (PP) 29:41 – Svasznek 32:10 – Peterdi (Szirányi, G. Nagy) 32:57 – Magosi (Sofron, Holéczy) | (3–0, 5–0, 0–0) |                | Gledalci: 623 Sodnik: Vladimir Nalivajko |

| 20. april 2010 | Slovenija | 4 – 3 (OT) | Združeno kraljestvo | Hala Tivoli, Ljubljana |

| Poročilo tekme | Poročilo tekme | Poročilo tekme       | Poročilo tekme                                                               | Poročilo tekme                         |
| -------------- | --- | -------------------- | ---------------------------------------------------------------------------- | -------------------------------------- |
| Začetek: 20:00 | 18:33 – Urbas (Jeglič, Tičar) (PP) 29:14 – Tičar (Milovanovič, Jeglič) 51:02 – Tičar (Jeglič, Urbas) 61:40 – Jeglič (Mušič) | (1–0, 1–0, 1–3, 1–0) | 45:20 – Tait (Chambers) (PP) 45:42 – Garside 59:08 – Phillips (Clarke, Tait) | Gledalci: 3600 Sodnik: Miroslav Jebavy |

| 21. april 2010 | Poljska | 6 – 0 | Hrvaška | Hala Tivoli, Ljubljana |

| Poročilo tekme | Poročilo tekme | Poročilo tekme  | Poročilo tekme | Poročilo tekme                        |
| -------------- | --- | --------------- | -------------- | ------------------------------------- |
| Začetek: 13:00 | 3:00 – Rzeszutko (Baginski, Csorich) 3:57 – Danieluk (Lopuski, Sarnik) 13:03 – Lopuski (Danieluk, Sarnik) 31:49 – Pasiut (Laszkiewicz, Drzewiecki) (PP) 39:14 – Malasinski (Rompkowski) (SH) 59:16 – Dutka (Rompkowski, Kolusz) (PP) | (3–0, 2–0, 1–0) |                | Gledalci: 356 Sodnik: Miroslav Jebavy |

| 21. april 2010 | Združeno kraljestvo | 0 – 2 | Madžarska | Hala Tivoli, Ljubljana |

| Poročilo tekme | Poročilo tekme | Poročilo tekme  | Poročilo tekme                                                   | Poročilo tekme                     |
| -------------- | -------------- | --------------- | ---------------------------------------------------------------- | ---------------------------------- |
| Začetek: 16:30 |                | (0–0, 0–1, 0–1) | 30:24 – Fekete (Palkovics, Ennaffati) 45:43 – Palkovics (Kovacs) | Gledalci: 1500 Sodnik: Viki Trilar |

| 21. april 2010 | Slovenija | 8 – 3 | Južna Koreja | Hala Tivoli, Ljubljana |

| Poročilo tekme | Poročilo tekme | Poročilo tekme  | Poročilo tekme                                                                          | Poročilo tekme                            |
| -------------- | --- | --------------- | --------------------------------------------------------------------------------------- | ----------------------------------------- |
| Začetek: 20:00 | 4:58 – Muršak (M. Rodman) 6:56 – Kranjc (Šivic) 12:16 – Tičar (Urbas, Jeglič) (PP) 25:04 – Pretnar (Pance) 32:36 – Šivic (Hebar, Tavželj) 40:33 – D. Rodman (M. Rodman, Muršak) 46:47 – Muršak (M. Rodman, D. Rodman) 54:12 – Razingar (Hebar, Šivic) | (3–0, 2–2, 3–1) | 20:22 – Kim WJ (Song DH, Kim KS) 34:57 – Park WS (Song DH) 55:09 – Ahn (Kim WJ, Kim HS) | Gledalci: 2800 Sodnik: Vladimir Nalivajko |

| 23. april 2010 | Hrvaška | 2 – 5 | Južna Koreja | Hala Tivoli, Ljubljana |

| Poročilo tekme | Poročilo tekme                                      | Poročilo tekme  | Poročilo tekme | Poročilo tekme                    |
| -------------- | --------------------------------------------------- | --------------- | --- | --------------------------------- |
| Začetek: 13:00 | 9:15 – Lovrenčić (Smerdelj) 58:57 – Kanaet (Blagus) | (1–3, 0–1, 1–1) | 0:41 – Song DH 8:01 – Song DH (Kim HS, Kim DH) (PP) 11:05 – Park WS (Kim WJ, Kim KS) 22:49 – Kim KS (Park WS) 57:26 – Kim WJ (Kim DH, Lee YJ) | Gledalci: 350 Sodnik: Viki Trilar |

| 23. april 2010 | Združeno kraljestvo | 1 – 2 | Poljska | Hala Tivoli, Ljubljana |

| Poročilo tekme | Poročilo tekme                    | Poročilo tekme  | Poročilo tekme                                           | Poročilo tekme                        |
| -------------- | --------------------------------- | --------------- | -------------------------------------------------------- | ------------------------------------- |
| Začetek: 16:30 | 17:13 – Hill (Cowley, Richardson) | (1–0, 0–1, 0–1) | 37:57 – Rzeszutko (Kotlorz) 53:43 – Lopuski (Dziubinski) | Gledalci: 350 Sodnik: Miroslav Jebavy |

| 23. april 2010 | Madžarska | 1 – 4 | Slovenija | Hala Tivoli, Ljubljana |

| Poročilo tekme | Poročilo tekme          | Poročilo tekme  | Poročilo tekme | Poročilo tekme                            |
| -------------- | ----------------------- | --------------- | --- | ----------------------------------------- |
| Začetek: 20:00 | 8:37 – Vas (Sille) (SH) | (1–1, 0–1, 0–2) | 0:50 – Tičar (Pance, Jeglič) 37:42 – Kranjc (Kovačevič) (PP) 41:06 – Tičar (Jeglič, Pavlin) 53:30 – Muršak (Kranjc) | Gledalci: 4500 Sodnik: Vladimir Nalivajko |

### Najboljši igralci
Najboljši igralci, izbrani s strani direktorata: 
- Najboljši vratar:  Stephen Murphy
- Najboljši branilec:  András Horváth
- Najboljši napadalec:  Žiga Jeglič

### Vodilni strelci
| Igralec        | OT | G | P | TOČ | +/- | KM |
| -------------- | -- | - | - | --- | --- | -- |
| Žiga Jeglič    | 5  | 2 | 9 | 11  | +5  | 0  |
| Rok Tičar      | 5  | 7 | 3 | 10  | +4  | 2  |
| Kim Ki-sung    | 5  | 3 | 5 | 8   | +3  | 2  |
| Jan Muršak     | 5  | 5 | 2 | 7   | +4  | 2  |
| Song Dong-hwan | 5  | 4 | 3 | 7   | +5  | 2  |
| Jan Urbas      | 5  | 2 | 5 | 7   | +5  | 6  |
| Balázs Ladányi | 5  | 2 | 4 | 6   | +2  | 0  |
| Marcel Rodman  | 5  | 1 | 5 | 6   | +4  | 6  |
| Mitja Šivic    | 5  | 1 | 5 | 6   | +7  | 6  |
| Márton Vas     | 5  | 4 | 1 | 5   | +3  | 0  |
| Kim Woo-jae    | 5  | 1 | 4 | 5   | +2  | 4  |

### Vodilni vratarji
V preglednici je navedenih najboljših pet vratarjev, ki so za svoje reprezentance na ledu prebili vsaj 40% igralnega časa.
| Igralec             | MIN    | SOG | GA | GAA  | %     | SO |
| ------------------- | ------ | --- | -- | ---- | ----- | -- |
| Zoltán Hetényi      | 280:00 | 131 | 6  | 1.29 | 95,52 | 2  |
| Stephen Murphy      | 240:20 | 133 | 9  | 2.25 | 93,23 | 0  |
| Krzysztof Zborowski | 279:54 | 122 | 9  | 1.93 | 92,62 | 1  |
| Andrej Hočevar      | 291:03 | 110 | 10 | 2.06 | 90,91 | 0  |
| Vanja Belić         | 300:00 | 223 | 33 | 6.60 | 85,20 | 0  |

Za obrazložitev tabele glej sem.